# 北高崎站
北高崎站（日语：／ Kita-takasaki eki */?）是位於日本群馬縣高崎市大橋町，屬於東日本旅客鐵道（JR東日本）信越本線的鐵路車站。

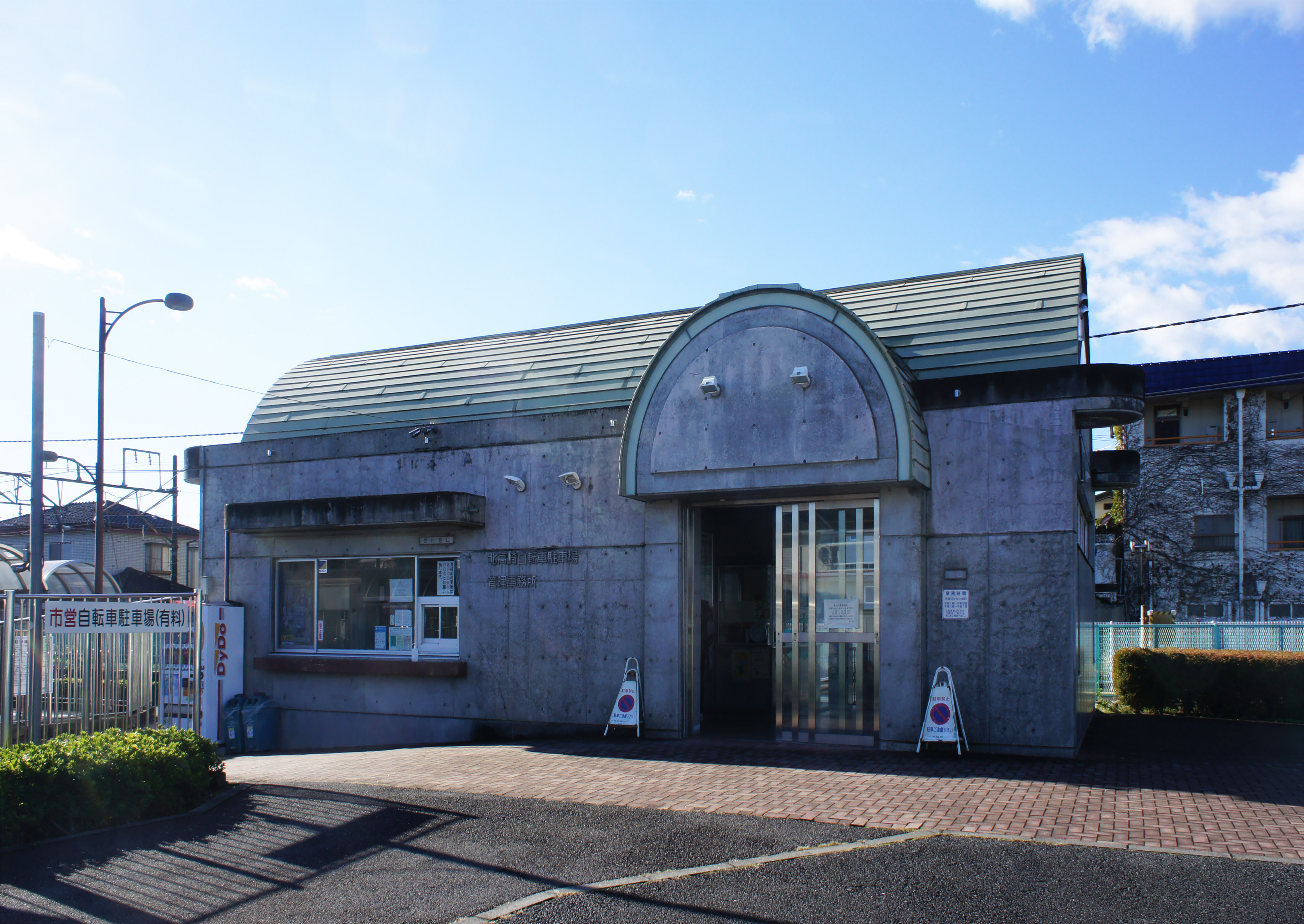
北口(2021年10月)

## 車站構造
本站為對向式月台2面2線的地面車站，站房和月台之間透過天橋連接。

### 月台配置
| 月台 | 路線      | 方向 | 目的地   |
| ---- | --------- | ---- | -------- |
| 1    | ■信越本線 | 下行 | 橫川方向 |
| 2    | ■信越本線 | 上行 | 高崎方向 |

（來源：JR東日本:車站構內圖（页面存档备份，存于））

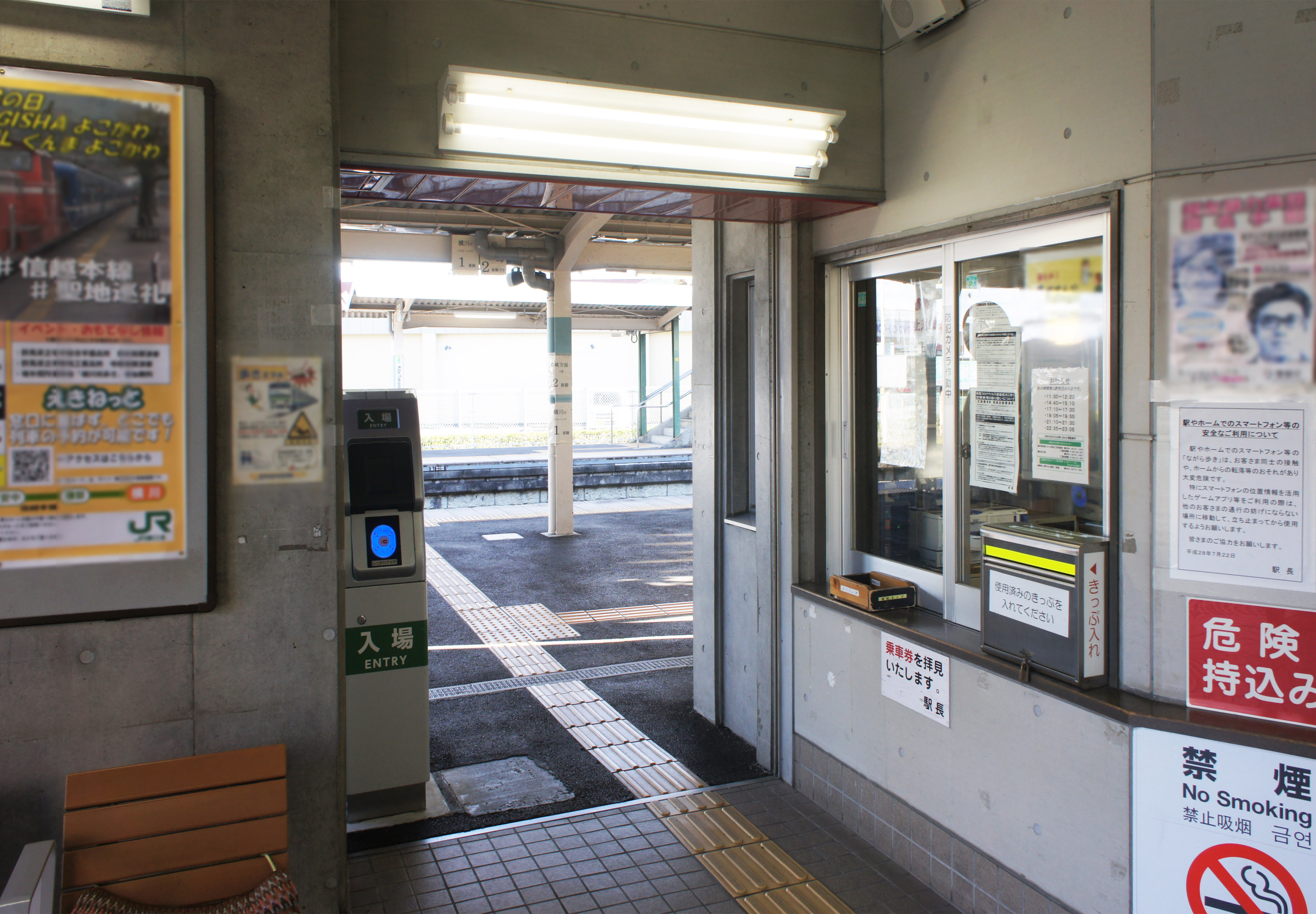
南驗票閘口（2021年10月）
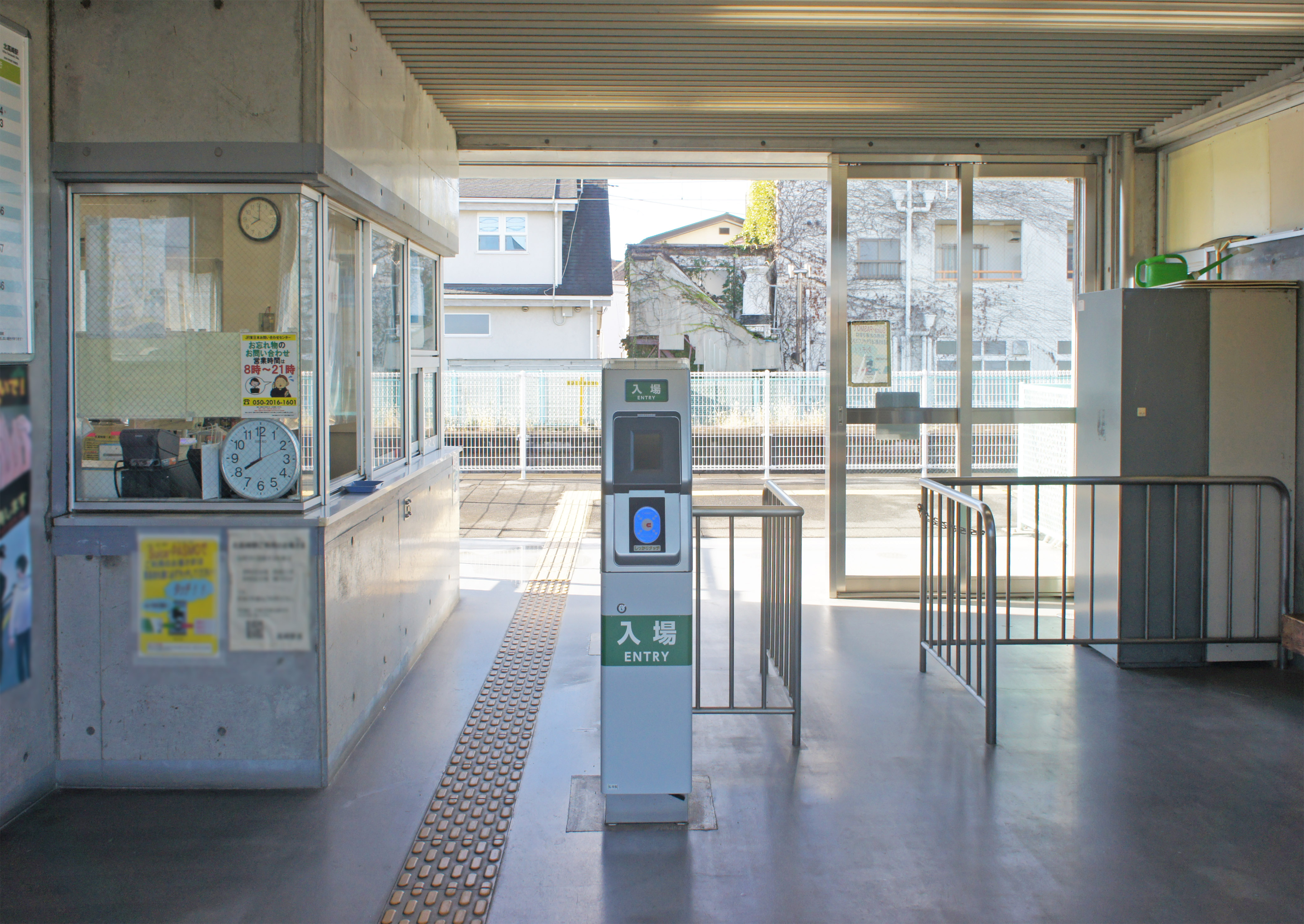
北驗票閘口（2021年10月）
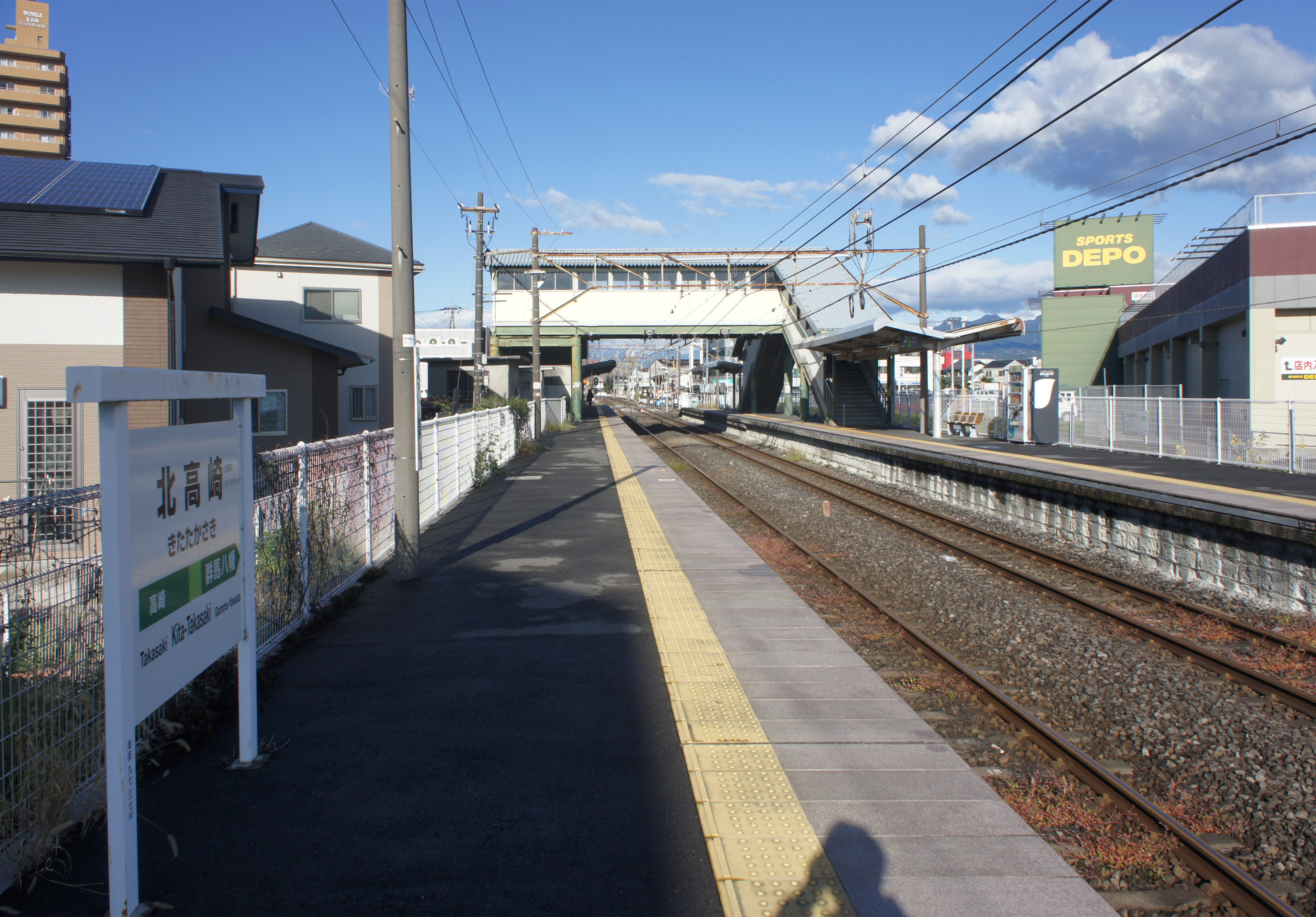
月台（2021年10月）

## 使用情況
根據JR東日本，2019年（令和元年）度1日平均上車人次為1,631人。此站上下車人次是群馬縣內信越線車站當中次於高崎站、安中站排行第3位。此站距離大學與高校較近，因此有許多學生使用。
近年的推移如下表。
| 上車人次推移       | 上車人次推移     | 上車人次推移    |
| 年度               | 1日平均 上車人次 | 來源            |
| ------------------ | ---------------- | --------------- |
| 2000年（平成12年） | 1,677            | [ 利用客数 2 ]  |
| 2001年（平成13年） | 1,594            | [ 利用客数 3 ]  |
| 2002年（平成14年） | 1,566            | [ 利用客数 4 ]  |
| 2003年（平成15年） | 1,603            | [ 利用客数 5 ]  |
| 2004年（平成16年） | 1,663            | [ 利用客数 6 ]  |
| 2005年（平成17年） | 1,643            | [ 利用客数 7 ]  |
| 2006年（平成18年） | 1,602            | [ 利用客数 8 ]  |
| 2007年（平成19年） | 1,603            | [ 利用客数 9 ]  |
| 2008年（平成20年） | 1,641            | [ 利用客数 10 ] |
| 2009年（平成21年） | 1,645            | [ 利用客数 11 ] |
| 2010年（平成22年） | 1,673            | [ 利用客数 12 ] |
| 2011年（平成23年） | 1,615            | [ 利用客数 13 ] |
| 2012年（平成24年） | 1,546            | [ 利用客数 14 ] |
| 2013年（平成25年） | 1,550            | [ 利用客数 15 ] |
| 2014年（平成26年） | 1,574            | [ 利用客数 16 ] |
| 2015年（平成27年） | 1,632            | [ 利用客数 17 ] |
| 2016年（平成28年） | 1,580            | [ 利用客数 18 ] |
| 2017年（平成29年） | 1,624            | [ 利用客数 19 ] |
| 2018年（平成30年） | 1,620            | [ 利用客数 20 ] |
| 2019年（令和元年） | 1,631            | [ 利用客数 21 ] |

## 車站周邊
- 高崎经济大学
- 高崎商业大学附属高等学校
- 新岛学园短期大学

## 历史
- 1885年（明治18年）10月15日：開業，当时的车站名称叫飯塚（飯塚駅）。
- 1919年（大正8年）8月1日：为避免与九州的飯塚站混淆，车站改为现名。
- 1987年（昭和62年）4月1日：国铁分割民营化，成为东日本旅客铁道的一个车站。
- 1997年（平成9年）：北侧站舍启用。
- 2001年（平成13年）3月：南侧站舍开始改建。
- 2007年（平成19年）8月1日：北侧站舍的周末营业时间缩短至7时-10时、15-19时。
- 2009年（平成21年）3月14日：Suica开始在本站使用。

## 相鄰車站
東日本旅客鐵道
■ 信越本線
高崎－北高崎－群馬八幡

### 使用情況
1. ↑  . 東日本旅客鉄道.   [2019-07-09]. （原始内容存档于2019-07-05）.
2. ↑  . 東日本旅客鉄道.   [2019-03-24]. （原始内容存档于2019-03-27）.
3. ↑  . 東日本旅客鉄道.   [2019-03-24]. （原始内容存档于2019-03-27）.
4. ↑  . 東日本旅客鉄道.   [2019-03-24]. （原始内容存档于2019-03-27）.
5. ↑  . 東日本旅客鉄道.   [2019-03-24]. （原始内容存档于2019-03-27）.
6. ↑  . 東日本旅客鉄道.   [2019-03-24]. （原始内容存档于2019-03-27）.
7. ↑  . 東日本旅客鉄道.   [2019-03-24]. （原始内容存档于2019-03-27）.
8. ↑  . 東日本旅客鉄道.   [2019-03-24]. （原始内容存档于2019-03-27）.
9. ↑  . 東日本旅客鉄道.   [2019-03-24]. （原始内容存档于2019-04-02）.
10. ↑  . 東日本旅客鉄道.   [2019-03-24]. （原始内容存档于2019-03-27）.
11. ↑  . 東日本旅客鉄道.   [2019-03-24]. （原始内容存档于2019-03-27）.
12. ↑  . 東日本旅客鉄道.   [2019-03-24]. （原始内容存档于2019-03-27）.
13. ↑  . 東日本旅客鉄道.   [2019-03-24]. （原始内容存档于2019-03-27）.
14. ↑  . 東日本旅客鉄道.   [2019-03-24]. （原始内容存档于2018-10-26）.
15. ↑  . 東日本旅客鉄道.   [2019-03-24]. （原始内容存档于2016-04-04）.
16. ↑  . 東日本旅客鉄道.   [2019-03-24]. （原始内容存档于2019-03-27）.
17. ↑  . 東日本旅客鉄道.   [2019-03-24]. （原始内容存档于2019-03-23）.
18. ↑  . 東日本旅客鉄道.   [2019-03-24]. （原始内容存档于2017-07-29）.
19. ↑  . 東日本旅客鉄道.   [2019-03-24]. （原始内容存档于2018-07-06）.
20. ↑  . 東日本旅客鉄道.   [2019-07-09]. （原始内容存档于2019-07-05）.
21. ↑  . 東日本旅客鉄道.   [2020-07-12]. （原始内容存档于2020-07-11）.

## 外部連結
- 車站資訊（北高崎）：東日本旅客鐵道